# Geranomyia canadensis
Geranomyia canadensis là một loài ruồi trong họ Limoniidae. Chúng phân bố ở miền Tân bắc.